# Killers (musikalbum)
Killers är det engelska heavy metal-bandet Iron Maidens andra album. Det gavs ut den 16 februari 1981.

## Låtlista
| 1. | The Ides of March (instrumental) | 1:48 |
| 2. | Wrathchild                       | 2:54 |
| 3. | Murders in the Rue Morgue        | 4:14 |
| 4. | Another Life                     | 3:22 |
| 5. | Genghis Khan (instrumental)      | 3:02 |
| 6. | Innocent Exile                   | 3:50 |

| 7.           | Killers      | 4:58  |
| 8.           | Prodigal Son | 6:05  |
| 9.           | Purgatory    | 3:18  |
| 10.          | Drifter      | 4:47  |
| Total längd: | Total längd: | 38:18 |

Den amerikanska utgåvan från 1981 inkluderar Twilight Zone som låt 8, mellan Killers och Prodigal Son. 
CD-utgåvan från 1998 inkluderade Twilight Zone som låt 10 mellan Purgatory och Drifter.

## Musiker
- Paul Di'Anno - sång
- Steve Harris - elbas
- Dave Murray - gitarr
- Adrian Smith - gitarr
- Clive Burr - trummor

## Killers

### Ny gitarrist
I oktober 1980 fick gitarristen Dennis Stratton sparken eftersom de övriga bandmedlemmarna, och särskilt deras manager Rod Smallwood, inte gillade hur han tog socialt avstånd från dem under turnéerna och att han försökte föra bandet i en mjukare musikalisk riktning. I det officiella meddelandet 1981 angavs musikaliska skiljaktigheter.
Stratton ersattes av Adrian Smith, som hade blivit erbjuden en plats i Iron Maiden redan 1979 men då tackat nej för att satsa på sitt eget band Urchin.

### Inspelning
I december 1980, åtta månader efter debutalbumet Iron Maiden, påbörjades inspelningen av uppföljaren. Inspelningen skedde i Battery Studios i nordvästra London, där bandet tidigare under hösten spelat in sin fristående singel Women in Uniform (singeln blev den sista inspelningen med Dennis Stratton).  
Albumet producerades av Martin Birch, som sedan skulle komma att producera samtliga av Iron Maidens skivor fram till sin pension efter Fear of the Dark (1992). Bandet hade velat ha Birch som producent redan på det första albumet, men trodde inte att de var ett tillräckligt stort namn för honom. Birch hade däremot redan hört talas om dem och hade gärna arbetat med första albumet.
Albumtiteln Killers var tidigt bestämd och det mesta av låtmaterialet fanns färdigt, eftersom det fanns flera låtar från bandets live-show sedan flera år tillbaka som inte fått plats på debutalbumet. Endast Murders in the Rue Morgue och Prodigal Son var helt nya låtar för albumet. Purgatory var delvis ny, då den tidigare versionen från 1976 hette Floating och hade mycket långsammare tempo.

### Låtdetaljer
Öppningslåten Ides of March är Iron Maidens kortaste låt någonsin på 1 minut och 44 sekunder. Ides of March är det engelska namnet för datumet den 15 mars, då Julius Caesar dog i William Shakespeares pjäs Julius Caesar. 
Wrathchild fanns i en tidigare inspelning från 1979 för kompilationsalbumet Metal For Muthas, men gjordes nu i ny tappning.
Murders in the Rue Morgue är löst baserad på Edgar Allan Poes novell med samma namn.
Den instrumentala låten Genghis Khan hämtar sin titel från den historiska personen Genghis Khan. 
Innocent Exile var baserad på riffet till den allra första låten som Steve Harris skrev, som hette Endless Pit.
Killers hade spelats på turnén 1980, men hade fått en helt ny text av Paul Di'Anno. Den tidigare versionen av texten till Killers kan höras på konsertinspelningen Live at the Rainbow.
När albumet släpptes i USA några månader efter Storbritannien hade man inkluderat den fristående singeln Twilight Zone, som också ingår i cd-utgåvan 1998.

### Omslaget
Derek Riggs gjorde omslaget, som föreställer bandmaskoten Eddie i stadsmiljö med en blodig yxa. Enligt Rod Smallwood kom idén till omslaget från bandets ljustekniker Dave Lights när denne fick höra albumtiteln. Även om Eddie var en fantasyfigur ville bandmedlemmarna att omslagen skulle anknyta till deras egen verklighet, och därför ville de Riggs skulle förlägga sceneriet till Östra London. Riggs använde Manor Park i East End som förlaga, men han hade aldrig varit på platserna som bandet beskrev och gjorde sin egen tolkning.

### Singlar
Twilight Zone - Släppt som singel den 2 mars 1981. Nådde 31 plats på brittiska topplistan. Ingick endast i den amerikanska albumutgåvan och senare cd-utgåva.
Purgatory - Släppt som singel den 15 juni 1981. Tog sig inte in på brittiska topplistan.

## Mottagande
Killers nådde plats 12 på brittiska albumlistan, åtta platser lägre än debutalbumet.

## Turné
Turnén som följde kallades Killer World Tour och pågick mellan februari 1981 och november 1981.
Samtliga låtar från albumet förutom Prodigal Son har framförts live. Wrathchild är en av de låtar som spelats live allra oftast, och tillhör tillsammans med Murders in the Rue Morgue de få låtar som har framförts live av alla de tre albumsångarna Paul Di'Anno, Bruce Dickinson och Blaze Bayley.

## Kontroverser
Ides of March har stora likheter med Samsons låt Thunderburst från 1980, vilket beror på att Ides of March skrevs under den korta period 1977 då Samsons trummis Thunderstick var medlem i Iron Maiden. I de flesta officiella utgåvor anges Ides of March vara skriven av Steve Harris, medan Samsons Thunderburst anges vara skriven av Steve Harris och samtliga medlemmar i Samson. På cd-utgåvan av Killers från 1998 anges ingen låtskrivare alls.